# Sakîne Cansiz
Sakîne Cansiz, també vist escrit en turc Sakine Cansız, coneguda pel nom de guerra de «Sara», (província de Tunceli, 12 de febrer de 1958 - París, 9 de gener de 2013) fou una activista política kurda, una de les cofundadores del Partit dels Treballadors del Kurdistan (PKK). Arrestada i torturada per la policia turca a la dècada de 1980, esdevingué un quadre proper a Abdullah Öcalan i membre sènior del PKK. Morí assassinada de trets de pistola el 9 de gener de 2013 a París, amb dues altres activistes kurdes més, Fidan Doğan i Leyla Şaylemez.

## Orígens
Cansiz nasqué el 12 de febrer de 1958 a la província de Tunceli (també anomenada Dersim), un territori al centre del Kurdistan sota dominació turca, en el context d'una família alevi. Al principi de la dècada de 1970, durant la seva joventut, començà a participar en activitats revolucionàries, les quals no foren aprovades per la seva família. Fugí a Ankara on primer conegué a Abdullah Öcalan, amb qui treballaria molt de prop. En una entrevista, digué sobre aquest període: «En certa manera vaig abandonar la família. No vaig acceptar aquella pressió, insistint en la revolució. Així és com ho vaig deixar i vaig anar a Ankara. En secret naturalment».

## Activitats
Amb el nom de guerra de «Sara», fou una de les cofundadores del Partit dels Treballadors del Kurdistan (PKK) i primera dona membre sènior de l'organització. A finals de setembre o novembre de 1978, i amb una assistència de 22 persones, representà a la ciutat d'Elezîz a l'assemblea fundacional del PKK, celebrada a Lice, al sud del Kurdistan sota control turc. Ella i Kesire Yıldırım, l'ex-esposa d'Öcalan, foren les úniques dones presents a la reunió.
Cansiz fou detinguda l'any 1979 poc després de graduar-se a l'institut. Segons The Guardian, fou detinguda poc després del Cop d'estat del 1980 a Turquia. L'arrest fou a la presó de Diyarbakir, indret on patí tortures de la policia turca, però decidí continuar dirigint el moviment d'alliberament kurd des de la presó, esdevenint així una «llegenda entre membres de PKK».
Després del seu alliberament l'any 1991, es traslladà als camps que el PKK tingué a la Vall de la Bekaa del Líban i després al Kurdistan del Sud on lluità sota les ordres d'Osman Öcalan. A més de lluitar, hi organitzà i encapçalà esquadrons de dones del PKK. A mitjans de la dècada de 1990 es traslladà a Europa. Murat Karayılan l'envià allà per a ser la responsable de la branca europea del PKK, primer a Alemanya i després a França, per a tractar els afers civils de l'organització. Segons Hürriyet, fou traslladada a Europa després d'haver-se oposat a l'execució del membre de PKK Mehmet Şener. L'any 1998 França atorgà el dret d'asil a Cansiz després d'haver discrepat amb algunes figures sèniors del PKK.
Segons es diu, "fou l'activista kurda més prominent i més important. No s'avergonyí de dir el que pensava, especialment quan afectava a assumptes de dones". El copresident del Partit de la Pau i la Democràcia (BDP), Gültan Kışanak, assegurà que «Sakîne Cansiz és la Rosa Luxemburg del poble kurd».

## Mort

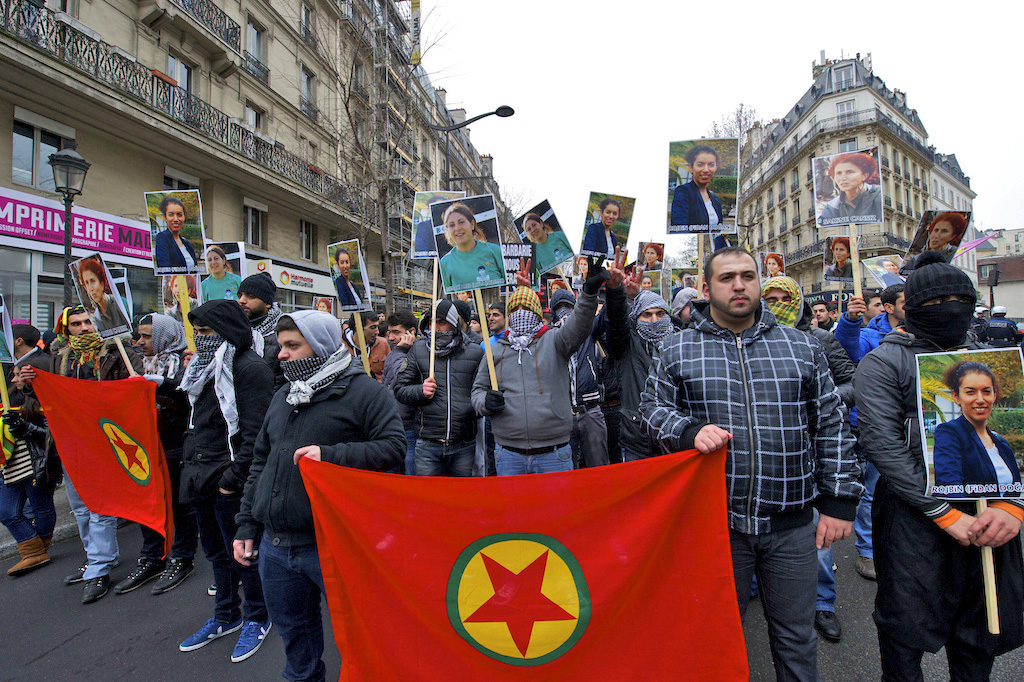
Manifestació kurda a París després dels assassinats

Entre les 18h i les 19h del 9 de gener de 2013 fou assassinada a la capital francesa, juntament amb Leyla Şaylemez i Fidan Doğan. Fou víctima d'un tret al cap d'una arma silenciosa al Centre d'Informació del Kurdistan, prop de l'estació de París Nord (Gare du Nord).
Els assassinats ocorregueren durant una època de negociacions entre el govern turc i dirigents del PKK, com ara Öcalan. Activistes del PKK de París consideraren els fets com un intent de les «forces fosques» de l'interior del govern turc per a fer descarrilar aquestes negociacions. El PKK culpà directament el govern de Turquia dels assassinats. Els oficials turcs assenyalaren com a causa els freqüents conflictes interns del PKK, amb el diari turc Hürriyet plantejant la disputa entre Cansiz i Bahoz Erdal, el presumpte comandant de l'ala militar del PKK. El ministre d'interior francès Manuel Valls anuncià que les tres dones foren totes assassinades seguint el mètode d'execució.
Dos dies després de l'assassinat, la policia francesa procedí a la detenció i posterior processament d'Ömer Güney, també membre del PKK, principal sospitós del triple assassinat. Un oficial de policia francesa digué que els assassinats podien ser una revenja interior. El fiscal François Molins conclogué que les càmeres de vigilància mostraren que Ömer Güney era a dins del Centre d'Informació del Kurdistan en el moment de l'assassinat. Després de la detenció d'Ömer Güney, el president del Consell Executiu del PKK, Murat Karayılan, manifestà que darrere l'assassinat s'hi trobava l'OTAN, Turquia i la Xarxa Ergenekon. Ömer Güney morí el 17 de desembre de 2016 a l'Hospital de la Pitié-Salpêtrière de París per un tumor cerebral, sense que el cas hagués començat a ser jutjat en cap tribunal.

## Funeral
El seu cos, juntament amb el de les altres dues militants assassinades, fou traslladat de París a Istanbul el 16 de gener de 2013 i transferit posteriorment a Diyarbakır. El 17 de gener de 2013 s'organitzà en aquesta ciutat kurda la cerimònia de funeral a les tres víctimes, acte al que assistiren desenes de milers de kurds. Cadascuna fou enterrada al seu poble natal: Cansiz a Tunceli, Doğan a Maraix, i Şaylemez a Mersin.

### Reaccions
Tant Turquia com França condemnaren els assassinats de les tres dones. El Primer ministre turc Recep Tayyip Erdoğan suggerí que els assassinats varen ser per dues raons possibles: 1) fer descarrilar les negociacions actuals o 2) portar a terme una execució interna dins del PKK. El vice-primer ministre i portaveu del govern Bülent Arınç condemnà l'atac i expressà el seu condol.